# Singles Box Set 1981–1985
A Singles Box Set 1981–1985 az angol Duran Duran díszdoboza, amely 13 CD-ből állt. 2003. május 12-én jelent meg az EMI-n keresztül. A Duran Duran (1981) és az Arena (1984) között időszakot öleli fel, az "A View to a Kill" (1985) kislemezzel együtt.
Minden CD pontos másolata a hanglemezeknek, ahogy azok az 1980-as évek elején megjelentek az Egyesült Királyságban, az összes B-oldallal és alternatív verziókkal együtt.
Legalább egy dal hiányzik a kollekcióból:
- A "Rio" kislemez 7" verzióján eredetileg szerepelt a "Rio (Single Version)". Később ezt a többi kiadáson a "Rio (Part 1)" helyettesítette. Ebben a kollekcióban a "Rio (Part 1)" szerepel.

Tekintve, hogy ez egy, az Egyesült Királyságban kiadott verziókon alapuló válogatás, több nemzetközileg kiadott dal se szerepel rajta:
- "To the Shore": a "Planet Earth" kislemez az Egyesült Államokban kiadott verziójának a B-oldala
- "Girls on Film (Night Version)": egy alternatív mix, amely 5:45 hosszú szerepel az albumon, kicsit megváltoztatott zenei alappal.
- "My Own Way (Instrumental Version)": ez a Egyesült Királyságban kiadott 12" Promo kislemezen jelent meg és a Rio dupla CD-s kiadásának digitális extrája
- "New Religion (Live)": a "The Reflex" kislemez az Egyesült Államokban kiadott verziójának a B-oldala. Ez nem az Arena-n megjelent verzió, hanem egy, amelyet 1984. február 7-én vettek fel Los Angelesben

## Tartalma

### Eredeti kiadás
- CD 1: "Planet Earth" (1981)

1. "Planet Earth" – 4:03
2. "Late Bar" – 2:57
3. "Planet Earth" (Night Version) – 6:18

- CD 2: "Careless Memories" (1981)

1. "Careless Memories" – 3:44
2. "Khanada" – 3:28
3. "Fame" – 3:17

- CD 3: "Girls on Film" (1981)

1. "Girls on Film" – 3:30
2. "Faster Than Light" – 4:28
3. "Girls on Film" (Night Version) – 5:29

- CD 4: "My Own Way" (1981)

1. "My Own Way" (Single Version) – 3:42
2. "Like An Angel" – 4:47
3. "My Own Way" (Night Version) – 6:36

- CD 5: "Hungry Like the Wolf" (1982)

1. "Hungry Like the Wolf" – 3:31
2. "Careless Memories" (Live Version) – 4:12
3. "Hungry Like the Wolf" (Night Version) – 5:11

- CD 6: "Save A Prayer" (1982)

1. "Save A Prayer" (7" Edit) – 5:28
2. "Hold Back The Rain" (Remix) – 4:01
3. "Hold Back The Rain" (12" Remix) – 7:06

- CD 7: "Rio" (1982)

1. "Rio" (Part One) – 5:15
2. "The Chauffeur" (Blue Silver) – 3:50
3. "Rio" (Part Two) – 5:31
4. "My Own Way" (Carnival remix) – 4:37

- CD 8: "Is There Something I Should Know?" (1983)

1. "Is There Something I Should Know?" – 4:10
2. "Faith in This Colour" – 4:09
3. "Is There Something I Should Know?" (Monster Mix) – 6:44
4. "Faith in This Colour" (Alternate Slow Mix) – 4:06

- CD 9: "Union of the Snake" (1983)

1. "Union of the Snake" – 4:24
2. "Secret Oktober" – 2:47
3. "Union of the Snake" (The Monkey Mix) – 6:27

- CD 10: "New Moon on Monday" (1984)

1. "New Moon on Monday" (Album Version) – 4:18
2. "Tiger Tiger" – 3:30
3. "New Moon on Monday" (Dance Mix) – 6:03

- CD 11: "The Reflex" (1984)

1. "The Reflex" – 4:26
2. "Make Me Smile (Come Up And See Me)" (Hammersmith Odeon Live) – 4:58
3. "The Reflex" – 6:34

- CD 12: "The Wild Boys" (1984)

1. "The Wild Boys" – 4:18
2. "(I'm Looking For) Cracks In The Pavement" (Live 1984) – 4:10
3. "The Wild Boys (Wilder Than Wild Boys)" (Extended Mix) – 8:00

- CD 13: "A View to a Kill" (1985)

1. "A View To A Kill" – 3:37
2. "A View To A Kill" (That Fatal Kiss) – 2:31

### 3CD verzió
- CD 1 ("Planet Earth" - "Hungry Like the Wolf")

1. "Planet Earth" – 4:30
2. "Late Bar" – 2:57
3. "Planet Earth" (Night Version) – 6:18
4. "Careless Memories" – 3:44
5. "Khanada" – 3:28
6. "Fame" – 3:17
7. "Girls on Film" – 3:30
8. "Faster Than Light" – 4;28
9. "Girls on Film" (Night Version) – 5:29
10. "My Own Way" (Single Version) – 3:42
11. "Like An Angel" – 4:47
12. "My Own Way" (Night Version) – 6:36
13. "Hungry Like the Wolf" – 3:31
14. "Careless Memories" (Live Version) – 4:12
15. "Hungry Like the Wolf" (Night Version) – 5:11

- CD 2 ("Save a Prayer" - "Union of the Snake")

1. "Save a Prayer" (7" Edit) – 5:28
2. "Hold Back The Rain" (Remix) – 4:01
3. "Hold Back The Rain" (12" Remix) – 7:06
4. "Rio" (Part One) – 5:15
5. "The Chauffeur" (Blue Silver) – 3:50
6. "Rio" (Part Two) – 5:31
7. "My Own Way" (Carnival remix) – 4:37
8. "Is There Something I Should Know?" – 4:10
9. "Faith in This Colour" – 4:09
10. "Is There Something I Should Know?" (Monster Mix) – 6:44
11. "Faith in This Colour" (Alternate Slow Mix) – 4:06
12. "Union of the Snake" – 4:24
13. "Secret Oktober" – 2:47
14. "Union of the Snake" (The Monkey Mix) – 6:27

- CD 3 ("New Moon on Monday" - "A View to a Kill")

1. "New Moon on Monday" (Album Version) – 4:18
2. "Tiger Tiger" – 3:30
3. "New Moon on Monday" (Dance Mix) – 6:03
4. "The Reflex" – 4:26
5. "Make Me Smile (Come Up And See Me)" (Hammersmith Odeon Live) – 4:58
6. "The Reflex" (Dance Mix) – 6:34
7. "The Wild Boys" – 4:18
8. "(I'm Looking For) Cracks In The Pavement" (Live 1984) – 4:10
9. "The Wild Boys (Wilder Than Wild Boys)" (Extended Mix) – 8:00
10. "A View To A Kill" – 3:37
11. "A View To A Kill" (That Fatal Kiss) – 2:31

## Slágerlisták
| Slágerlista (2003) | Legmagasabb pozíció |
| ------------------ | ------------------- |
| Olaszország (FIMI) | 42                  |

## Kiadások
A Discogs adatai alapján.
| Régió              | Év   | Formátum | Kiadó      |
| ------------------ | ---- | -------- | ---------- |
| Európa             | 2003 | CD, RE   | EMI        |
| Egyesült Királyság | 2009 | CD, RE   | EMI        |
| Japán              | 2017 | CD, RE   | Parlophone |